# Recycled
Albums de Nektar
Sunday Night at the Roundhouse
(1974) Magic Is a Child
(1977)
Singles
1. Flight to Reality/it's All Over
Sortie : 1975

Recycled est le septième album, le sixième enregistré en studio, du groupe de rock progressif anglais, Nektar. il est sorti en octobre 1975 sur le label Bacillius Records et a été produit par le groupe et Peter Hauke.

## Historique
Début mars 1975, Nektar retourne aux États-Unis et commence à répéter en vue de sa tournée américaine. Celle-ci commence mi-mars 1975 au Ambassador Theatre de St.Louis dans le Missouri et le groupe commence à ajouter de nouveaux titres à son répertoire. Le 3 mai 1975, Larry Fast rejoint pour la première fois le groupe sur scène, cela se passe à l'Academy of Music de New York.
Revenu des USA, le groupe s'installe du 27 juin au 16 juillet au Château d'Hérouville dans le Val-d'Oise. Le groupe appela rapidement le studio "Chateau d'horrorville", en effet le studio était en pleine rénovation et il y manquait les magnétophones pour l'enregistrement ainsi que quelques autres appareils. Le groupe en profita pour réarranger quelques parties de ses nouvelles compositions jusqu'à que le studio soit opérationnel. Le 18 juillet, Nektar le groupe se trouve à Londres dans les studios AIR pour finaliser l'enregistrement, il y restera jusqu'au 23 juillet.
La face A du disque vinyle original raconte l'histoire sombre d'un monde où seule l'énergie recyclée subsiste, la face B dénonce la détérioration de la nature par le tourisme de masse.
Le groupe tournera en Europe et aux États-Unis pour promouvoir cet album. À la de la tournée américaine, le 12 décembre 1976 Roye Albrighton quitta le groupe pour poursuivre une carrière solo.
Cet album se classa à la 89e place du Billboard 200 aux États-Unis.

## Liste des titres
- Tous les titres sont signés par le groupe.

Face 1 - Recycled Part 1
| No | Titre                  | Durée |
| -- | ---------------------- | ----- |
| 1. | Recycle                | 2:47  |
| 2. | Cybernetic Consumption | 2:12  |
| 3. | Recycle Countdown      | 1:51  |
| 4. | Automaton Horrorscope  | 3:08  |
| 5. | Recycling              | 1:46  |
| 6. | Flight to Reality      | 1:18  |
| 7. | Unendless Imagination? | 4:36  |

Face 2 -Recycled Part 2
| No  | Titre             | Durée |
| --- | ----------------- | ----- |
| 8.  | São Paulo Sunrise | 3:05  |
| 9.  | Costa del Sol     | 4:04  |
| 10. | Marvellous Moses  | 6:37  |
| 11. | It's All Over     | 5:21  |

## Musiciens
- Roye Albrighton : chant, guitares.
- Derek Mo Moore : basse, chœurs.
- Ron Howden : batterie, percussions.
- Alan Taff Freeman : claviers, chœurs.
- Mick Brockett : éclairages, effets visuels, projections.

avec
- Larry Fast: synthétiseurs, Moog
- The English Chorale: chœurs

## Charts
| Pays       | Durée du classement | Meilleur classement |
| ---------- | ------------------- | ------------------- |
| États-Unis | 14 semaines         | 89e                 |